# Crunoecia kempnyi
Crunoecia kempnyi är en nattsländeart som beskrevs av Morton 1901. Crunoecia kempnyi ingår i släktet Crunoecia och familjen kantrörsnattsländor. Inga underarter finns listade i Catalogue of Life.

## Bildgalleri

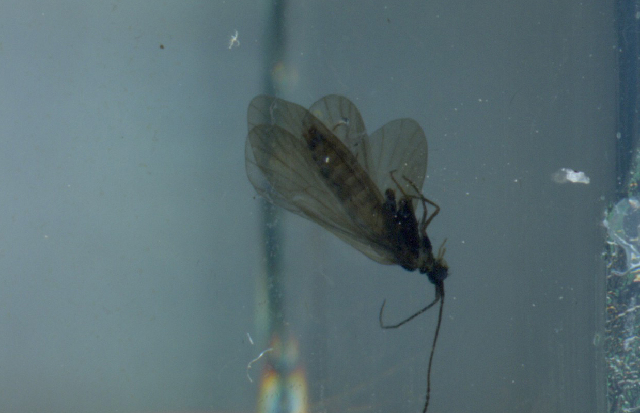